# Atlanta nella guerra di secessione americana
Atlanta nella guerra di secessione americana contribuì con uno snodo ferroviario di primo piano e costituì un importante punto di raccolta e distribuzione commerciale. Anche se con una popolazione relativamente ridotta divenne uno dei punti critici del Teatro Occidentale nel corso della campagna di Atlanta del 1864, quando le forze dell'Union Army dirette da William Tecumseh Sherman cominciarono a muoversi dal vicino Tennessee la primavera successiva alla campagna di Chattanooga.
La caduta della città rappresentò un punto di svolta della guerra di secessione americana, accrescendo notevolmente la fiducia dell'Unione e, insieme con le vittorie ottenute nella battaglia della baia di Mobile e nella terza battaglia di Winchester, permisero alla presidenza di Abraham Lincoln di assicurarsi la riconferma durante le elezioni presidenziali del 1864; avvicinando sempre più il momento inevitabile della resa del profondo Sud secessionista.
La cattura della "Gate City of the South" fu particolarmente importante per Abraham Lincoln in quanto si trovava proprio in quel momento impegnato in una controversa campagna elettorale in opposizione frontale all'avversario scelto dal Partito Democratico, l'ex comandante generale dell'esercito statunitense George McClellan.

## Primi anni di guerra
Quella che sarebbe in seguito diventata Atlanta sorse come stazione finale della "Western and Atlantic Railroad", pertanto battezzata inizialmente "Terminus" nel 1837. Crebbe rapidamente con il completamento della "Georgia Railroad and Banking Company" nel 1845 e della "Macon and Western Railroad" l'anno a seguire; incorporata nel 1847 si estese per un miglio verso tutte le direzioni a partire dal proprio "punto zero".
Secondo il censimento del 1860 venne classificata alla 99ª posizione per popolazione in tutti gli Stati Uniti d'America, con 9.554 abitanti. Fu però il 12° centro urbano per dimensioni degli Stati Confederati d'America. Ospitò un gran numero di officine meccaniche e fonderie, mentre velocemente vennero stabiliti altri insediamenti industriali: quando in queste nuove fabbriche e magazzini cominciò ad affluire la manodopera operaia la popolazione complessiva crebbe fino a raggiungere le 22.000 unità.
Rappresentò un centro vitale del trasporto e della logistica, con diverse importanti tratte ferroviarie che la attraversarono. La "Western & Atlantic Railroad" la collegò a Chattanooga, situata a 138 km ad Nord-ovest; la "Georgia Railway" connetté con Augusta (Georgia) ad Est e la "Confederate Powderworks" di polvere nera sul Savannah (fiume). La "Macon & Western" procedette fino a Macon (Georgia) e a Savannah (Georgia) a Sud.
La quarta linea "Atlanta and West Point Railroad", completata nel 1854, si diresse a West Point (Georgia); da qui partì la "Western Railway of Alabama" la quale collegò quindi fino a Montgomery (Alabama) ad Occidente. Una serie di vie di comunicazione s'irradiò rapidamente in tutte le direzioni, consentendo i collegamenti con città e Stati limitrofi.
Considerata essere allo scoppio del conflitto relativamente al sicuro dagli attacchi unionisti Atlanta si trasformò subito in un punto di concentrazione per le strutture di fureria e gli esperti logistici e i quartiermastro confederati; i magazzini opportunamente predisposti accumularono cibo, foraggio, rifornimenti, munizioni, abbigliamento e altro Matériel indispensabile all'impegno bellico.